# Серро Портеньо (футбольный клуб, Пресиденте-Франко)
«Серро Портеньо» (исп. Club Cerro Porteño de Presidente Franco) — парагвайский футбольный клуб из города Пресиденте-Франко.
В настоящий момент выступает во Втором дивизионе чемпионата Парагвая.

## История
Клуб основан 12 августа 1967 года, в высшем дивизионе Парагвая дебютировал в 2012 году, после того как стал победителем Второго дивизиона в 2011 году. По итогам первой части своего дебютного сезона в Примере, «Серро Портеньо» расположился в середине турнирной таблицы, заняв 7-е место. Однако вторую половину сезона команда провалила (последнее место) и, заняв 11-е место в общей таблице сезона, вернулась обратно во Второй дивизион.
Домашние матчи проводит на стадионе «Хуан Эудес Перейра», вмещающем 5 000 зрителей.

## Достижения
- Чемпион второго дивизиона Парагвая (1): 2011
- Чемпион третьего дивизиона Парагвая (1): 2002